# Semiothisa maculifascia
Semiothisa maculifascia là một loài bướm đêm trong họ Geometridae.